# Partecipazioni industriali militari
Le partecipazioni industriali militari o offset sono pratiche internazionali e legali nell'ambito dell'industria della difesa e nel settore aerospaziale.  Non necessitano di regolamentazioni da parte degli stati nazionali ma, dato che gli acquirenti di armi e sistemi d'arma sono principalmente i ministeri della difesa di stati sovrani, molti stati hanno leggi specifiche o direttive e procedure formali interne sugli offset. I nomi internazionali utilizzati per questi accordi collegati al commercio di armi sono svariati: compensazioni o partecipazioni industriali, cooperazione industriale, offset, bilanciamenti, contropartite, ritorni industriali.

## Offset agreements
Una definizione neutra di queste consuetudini dell'índustria delle armi è alquanto ardua, a ogni modo si può assumere che le partecipazioni industriali militari sono compensazioni addizionali date a un acquirente da parte di un venditore.  “Offset” è qualcosa che controbilancia, compensa o paga la differenza per qualcos'altro. La parola compensazione (offset) deriva dall'atto di valutare il peso attraverso una bilancia dove cose diverse sono messe a confronto. Bilancio ed equilibrium hanno la stessa funzione dell'immagine di una bilancia in equi-librium; Libra è l'immagine della giustizia, bilancia, juste retour, contropartida.  Gli offset o partecipazioni industriali sono pertanto forme di equilibrio che vogliono andare oltre il mero scambio tra denaro e fornitura di materiale per la difesa, sono pesi o com-pensazioni addizionali, pesi addizionali posti sul piatto bilancia del compratore.  Inoltre la scelta di parole come cooperazione o partecipazione dell'industria militare nazionale per parlare dei “Defense offset” suggerisce qualcosa di più di un bilanciamento e cioè la nozione di ripartizione dei benefici. In ogni caso le varie definizioni di “Defense offset” (dette anche partecipazioni industriali militari) che sono usate dai paesi o dagli esperti sulla materia include quasi sempre una precomprensione di politica economica, e implica teorie politiche ed economiche.
La dimensione del mercato internazionale degli offset è direttamente proporzionale al mercato dell'esportazione delle armi. Secondo SIPRI nel 2007, il mercato ammontava a 51 miliardi di dollari, e riguardava solo le esportazioni di armi non coperte e pubbliche. Pertanto molto a spanne il mercato collegato degli offset si può quantificare in attorno ai 10 miliardi di dollari all'anno. In ogni caso sia “il valore del credito” sia l'effetto di leva degli offset (benefici e/o effetti avversi) è molto più alto e complesso da stimare.

### U.S.A: offset come dannosa imposizione
La definizione data dal governo americano è la più significativa, dato che l'industria aerospaziale e militare americana esporta la maggioranza della armi nel pianeta. Negli USA c'è anche una “Divisione Ministero del Commercio”, il “Bureau della sicurezza e industria”  che si occupa specificatamente di accordi offset (offset agreements) americani con nazioni straniere come principale sottoinsieme della sicurezza industriale USA. Il BIS si occupa della protezione della sicurezza USA dal punto di vista dell'export di alta tecnologia, di sostenere commercialmente la politica estera e di proteggere gli interessi economici statunitensi. Dagli anni novanta si deve occupare anche di aziende aerospaziali e militari che esportano armamenti, insieme a prodotti e servizi dal punto di vista degli accordi di offset collegati alla vendita e imposti dal compratore. Il problema è quello della sicurezza economica, e cioè di limitare gli effetti negativi degli offset sull'economia americana. BIS definisce “Offset” come compensazione obbligatoria richiesta da governi stranieri in quanto acquirenti di armamenti, sistemi e servizi di difesa. Il governo USA sottolinea gli aspetti obbligatori di questa pratica commerciale, dato che gli Stati Uniti insieme ad altri paesi esportatori di armamenti (come Germania e Francia) si oppongono ufficialmente agli offset, giudicati come forme di protezionismo e dannose trasgressioni delle regole del libero mercato.

### Stati acquirenti: offset come partecipazione
Per una definizione meno unilaterale, più in linea con la maggioranza dei paesi e non così collegata al punto di vista del venditore, possiamo definire l'offset come compensazioni per grandi acquisti/vendite di armamenti, una maniera contrattuale di condividere i profitti derivanti dal commercio di armamenti. Nel 2008 il ministro per gli affari strategici brasiliano, parlando di un grande acquisto di armamenti da parte del suo paese, illustra questo punto focale: “non saremo solo acquirenti o clienti, ma partner”.   La competizione tra aziende nell'offrire prodotti simili a uno stesso stato è anche nel grado di condivisione o partnership con il compratore.

### Multinazionali della difesa: offset comemarketing
Nel commercio degli armamenti, i fornitori sono consapevoli che gli offset sono un potente mezzo di marketing per motivare l'acquisto, mostrando e dando vantaggi addizionali per il paese acquirente a margine dell'investimento in equipaggiamenti militari. La posizione dell'industria militare sembra essere più pratica e in qualche modo non allineata alle valutazioni economiche e politiche del governo statunitense sugli offset della difesa. In generale si può pensare all'offset come a una tecnica di vendita molto diffusa. Proprio per questo non è ristretta al mercato delle armi ma appartiene al commercio in sé stesso, proprio come i ribassi, i programmi di premi fedeltà o le vendite a pacchetti. Inquadrare gli offset come parte di una tecnica di vendita relativizza la caratteristica dell'imposizione da subire. Per semplificare possiamo paragonare questo meccanismo di vendita alla proposta quasi-offset contenuta in molte televendite. Per esempio: “se tu compri questo materasso al prezzo incredibile di 500 euro, invece del suo prezzo di mercato che è di 900 euro, noi aggiungiamo: due cuscini, un lenzuolo, una lampada da notte di design, 5 libri e una splendida penna in argento. L'offerta commerciale di base è il materasso, ma il venditore include anche un'offerta-a-margine per motivare l'acquisto: due cuscini, un lenzuolo, una lampada da notte di design, 5 libri e una splendida penna in argento. Una simile offerta commerciale non è un semplice materasso prelevato da magazzino. Un'offerta principale (A) e un'offerta secondaria (B). Il venditore dice al compratore: per 500 euro ti darò un materasso del valore di 900 euro, più un gruppo di oggetti collegati o non collegati al materasso il cui valore complessivo è 700 euro. Per farla breve il compratore pagando 500 euro, ottiene in realtà un controvalore effettivo di 1600 euro. Ottiene in realtà molto di più del materasso che era il bisogno principale. Per quanto possa sembrare paradossale, qualcuno potrebbe comprare un materasso perché vuole una lampada di design e una penna.
Spesso gli offset sulla difesa sono più motivanti del bisogno principale sottostante l'acquisto per ragioni politiche o personali. Questo può sembrare irrazionale ma è parte del commercio. Se si aggiunge la prevalenza dell'aspetto politico nello spendere ingenti fondi pubblici in armamenti moderni, allora il potere di motivazione dei defense offsets non dovrebbe essere sottostimato negli attuali processi decisionali degli Stati democratici. I principali fornitori alla difesa sono ben consapevoli del potere degli offset nelle psicologie delle democrazie. Come si comprende facilmente, il venditore includerà il costo dell'offerta secondaria (B) che è l'offset e che rappresenta un valore addizionale per il compratore, nel suo costo totale. In altri termini il cliente paga per l'offset, non si tratta di un regalo. Ma la questione chiave è: fino a quale punto la proposta collaterale di offset è un fattore nel processo valutativo di un acquirente di sistemi d'arma per la difesa? Transparency International riassume chiaramente le forme di corruzione legate al peso delle contropartite industriali nelle decisioni:
1. Creare un bisogno inesistente per una particolare acquisizione di un sistema d'arma;
2. Influenzare la decisione in una gara d'appalto in forme non trasparenti;
3. Utilizzare i meccanismi degli offset per ripagare politici o militari corrotti che hanno determinato l'acquisto.»
L'universo di questa nicchia del commercio degli offset nell'ambito del mondo della difesa è sofisticato e meno innocuo di quanto si potrebbe pensare. 
Nel 2000 Daniel Pearl scrisse un articolo sull'universo degli offset: “Può la vendita di armi americane nel Golfo Persico avere un impatto sulle stazioni di benzina in Europa?”  “Sì, sotto la nuova logica del commercio internazionale di armi”.  Pearl descrive il nuovo mondo degli offets indiretti: 

## Esempio generico di offset in una compravendita di armi

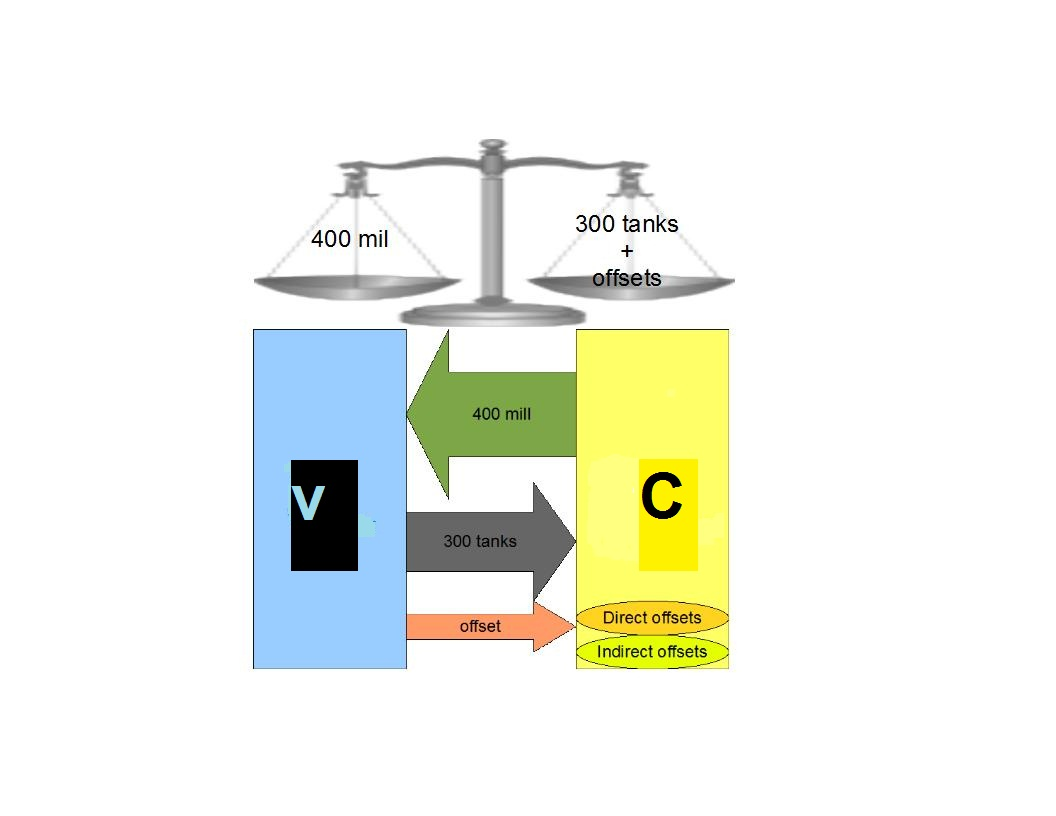

Come esempio poniamo un caso ipotetico di una nazione C che compra 300 carri armati da un'azienda V. Il valore totale del contratto sia pari a 400 milioni di Euro e la nazione C richieda il 120% di offset. In questo caso la compagnia V è obbligata a eseguire un offset (un insieme di partecipazioni industriali) pari al 120% del valore del contratto, cioè pari a 480 milioni di Euro. Sulla base di tale valore viene compilato dalla nazione C e dall'azienda V un elenco di accordi di offset e un programma per pagare l'obbligazione. L'accordo di offset (cooperazione o partecipazione industriale) include sia gli offset diretti che quelli indiretti.
La nazione C assegna anche un valore di credito per ogni tipologia di offset offerti dall'azienda.
Il valore di credito per le obbligazioni offset non è il valore attuale ma lo stesso moltiplicato per un fattore detto “moltiplicatore” che esprime l'importanza e il valore a esso assegnato dalla nazione C. In altre termini, qualcosa ritenuto di grande valore dalla nazione C avrà un alto moltiplicatore che esprime l'importanza e il valore di quel tipo di offset dalla azienda V, il valore collegato che alla fine conta per arrivare alla somma pattuita nell'esempio di 480 milioni di Euro. La maggioranza dei pacchetti sono divisi in offset diretti e indiretti. Nella figura accanto si può vedere un esempio di offset collegato alla nazione C.

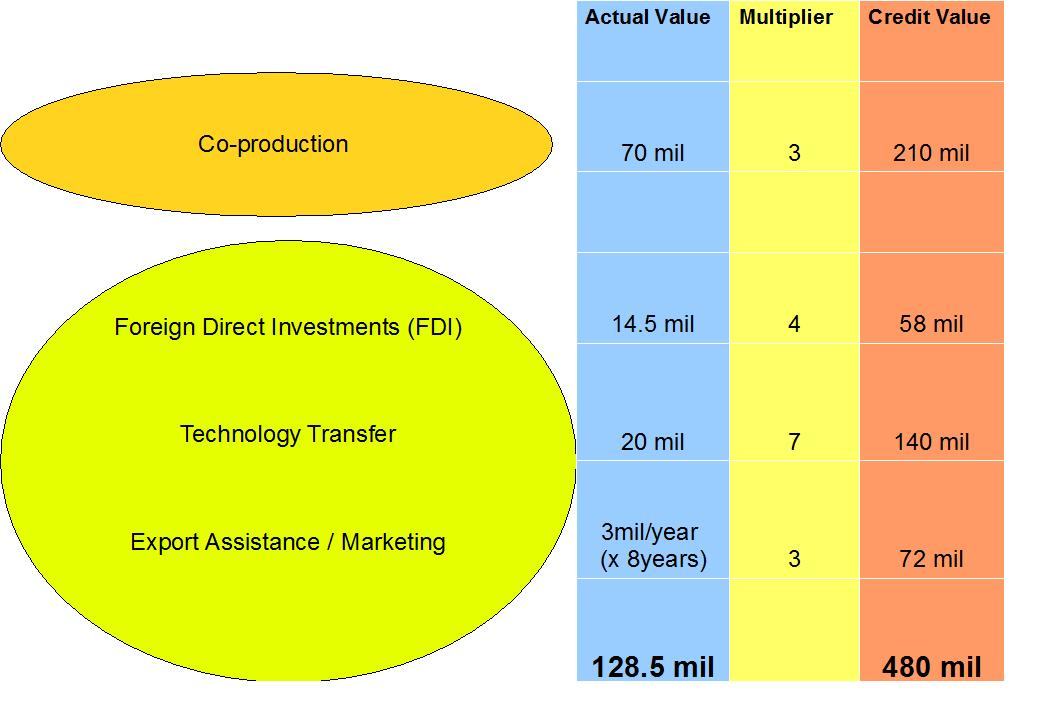

offset diretti (Militare e collegato alla produzione dell'azienda V – Veicoli corazzati)
Co-produzione: La nazione sceglie una o più aziende locali per produrre qualche componente dei carri armati, come per esempio le torrette e i cingolati. Il valore attuale dei componenti è 70 milioni di Euro. La nazione C assegna un moltiplicatore di 3, dato che questo sviluppa capacità della sua industria militare e crea posti di lavoro nella stessa nazione C. Il valore del credito totale per l'esecuzione di questa obbligazione è di 70 milioni x 3 = 210 milioni di Euro
offset indiretti (civili e non collegati al tema della produzione di armamenti, in realtà potrebbero essere collegati in modo generico al tema della sicurezza ma comunque non collegati alla transazione sottostante)
Investimenti diretti stranieri: L'azienda V fa investimenti in 5 aziende (operanti in qualsivoglia settore) della nazione C. Il valore totale dell'investimento è 14,5 milioni di Euro e il moltiplicatore 4, un coefficiente alto, dato che la nazione C soffre di una cronica scarsità di investimenti dall'estero; che equivale a un valore di credito per la compagnia V di 58 milioni
Trasferimenti di tecnologia: L'azienda V fornisce ad esempio tecnologie per la desalinizzazione dell'acqua a un'azienda della nazione C. Il suo valore attuale è 20 milioni di Euro, ma il valore del credito, dato 7 come moltiplicatore, è in realtà pari a 140 milioni di Euro.
Assistenza all'Export e Marketing: l'azienda V fornisce assistenza commerciale all'esportazione dei prodotti e dei servizi di un'azienda della Nazione C in un mercato difficile (ad esempio il Medio Oriente ). L'assistenza è offerta per 8 anni, a un valore di 3 milioni di Euro per anno. La nazione C considera quest'assistenza all'export importante al fine di creare nuovi flussi di ricavi e lavori per il suo sistema di aziende pertanto fissa il valore del moltiplicatore pari a 3: valore del credito 72 milioni (si può dare il caso che l'azienda S non essendo specialista nel settore in oggetto dia l'incarico a un'azienda subappaltando l'obbligazione. Il subappaltante è chiamato “offset fullfiller” (esecutore).
La nazione C non controlla solo l'offerta di sistemi e/o servizi militari ma anche l'implementazione dei patti di offset nei contratti e accordi necessari all'esecuzione. Il tutto è svolto all'interno dei Ministeri della difesa e/o dell'Economia e Finanza, Industria e Commercio. Tuttavia non di rado nazioni che abitualmente importano armamenti hanno agenzie dedicate alla supervisione dei “defense offset.”
L'offset comporta un trasferimento di dati e know-how tecnico dal Paese produttore ad un Paese terzo, che si rende tecnologicamente autonomo e indipendente nella progettazione, produzione e manutenzione di certe componenti e sistemi d'arma. Esso presenta un vantaggio logistico per la maggiore vicinanza ai teatri operativi di guerra (o ad eventuali triangolazioni).
Gli Stati Uniti ad esempio si riservano per legge e contrattualmente il diritto di autorizzare e ispezionare l'intera rete di fornitori primari e loro subfornitori/subappaltatori, in relazioni a singole parti o fasi di lavorazione.

## Offset diretti e indiretti
Uno dei modi per compensare legalmente i costosissimi acquisti di armamenti e/o servizi collegati è, come abbiamo visto, offrire servizi, investimenti, commerci di scambio, co-produzioni come compensazioni e partecipazioni ai benefici in termini di ricchezza e di lavoro delle commesse militari. Ad esempio, aziende greche producono parti del famoso Lockheed C-130, che la Grecia a suo tempo acquistò dagli Stati Uniti. Tale co-produzione è per l'appunto un offset diretto, l'unico tipo di offset accettato dalla Grecia. Un altro esempio reale è la triangolazione su 3 paesi in cui al Portogallo è stata affidata la manutenzione degli stessi aerei venduti al Kuwait. Questo è in realtà un offset diretto rivolto al Portogallo il quale a sua volta acquistò gli stessi aerei ottenendo dalla Lockheed Martin la partnership nelle manutenzioni evidentemente anche oltre il proprio confine. Un investimento effettuato in un'azienda rumena di software per la sicurezza, o un'assistenza nell'esportazione e cura del marketing in un'area complessa come il Medio Oriente a favore di un'azienda belga operante nel settore ambiente sono altre forme di attuali offset indiretti.
La più comune distinzione nelle proposte di compensazione è tra offset diretto e indiretto.
L'offset diretto è un accordo laterale che ha a che fare con il prodotto o servizio principale che viene venduto che è un equipaggiamento, sistema o servizio militare. Possono anche essere chiamati offset militari. L'offset indiretto è un accordo laterale che non è direttamente collegato al prodotto/servizio venduto e pertanto viene talora chiamato offset civile, anche se il fatto di essere indiretto non implica sempre l'essere un offset non militare.
| Offset diretti | Offset diretti o indiretti                                            | Offset indiretti                                                                 |
| -------------- | --------------------------------------------------------------------- | -------------------------------------------------------------------------------- |
| Co-produzione  | Trasferimento di tecnologia                                           | Assistenza alle esportazioni                                                     |
| Subappalti     | Corsi di formazione                                                   | Acquisti                                                                         |
|                | Produzione in licenza                                                 | Compensazione di crediti offset (generalmente nei rapporti bilaterali tra stati) |
|                | Finanziamenti diretti stranieri, finanziamenti, assistenza al credito |                                                                                  |

Il più completo e accurato elenco delle forme attuali di offset può essere reperito nel BIS “Annual Report to Congress”, dove tutte le forme di offset registrati sono codificate secondo il precedente registro Standard of Industrial Classification.

## Meccanismi degli offset

### L'azienda fornitrice capogruppo e gli esecutori di offset
Nelle medie e grandi negoziazioni di sistemi di armamenti l'offerta può essere cosa molto complessa, coinvolgendo una o più spesso diverse aziende del settore come offerenti. L'offerta principale è guidata dall'azienda principale che potrebbe essere un capofila di consorzio od in alternativa potrebbe avere altre aziende associate, anche come subappaltatori designati. In ogni caso solo il principale fornitore si considera responsabile per le esecuzioni di fronte al cliente finale. Dal momento che con il procedere del tempo gli offset diventano sempre più complessi e sofisticati, l'azienda fornitrice può delegare l'esecuzione degli offset a subappaltatori specialisti di offset. Resta inteso che la responsabilità principale per l'esecuzione rimane in capo all'azienda fornitrice. È degno di nota che uno dei benefici collaterali degli offset negli Stati Uniti è la crescita di posti di lavoro nel settore degli offset che vanno dalle aziende di consulenze giuridiche internazionali agli uffici legali internazionali delle aziende operanti nel settore. In aggiunta deve considerarsi anche la nascita di nuove aziende soprattutto nell'ambito del capitale di rischio degli offset (investimenti) e nel settore specialistico della consulenza al marketing estero. L'esecutore di offset fornisce i suoi servizi all'industria della difesa, che lo paga, ma è pagato in ragione dei servizi prestati ad aziende straniere (quasi sempre civili), e certificati da autorità nazionali straniere in base ai risultati e al contratto di offset sottostante tra lo stato sovrano e l'azienda militare. C'è anche un'associazione americana di coloro i quali lavorano nel campo degli offset, settore di nicchia: l'Associazione degli offset legati all'industria della difesa, la DIOA.
Uno dei principali scopi di questa associazione, fondata nel 1985, è di promuovere l'industria della difesa USA nel mondo attraverso un forte sostegno di professionalità nella progettazione ed esecuzione degli offset. La promozione degli affari dell'industria militare attraverso gli offset deve però avvenire nel rispetto della complessa varietà di legislazioni nazionali, ma anche nello stretto rispetto della legge federale americana contro la corruzione in ambito estero e delle convenzioni internazionali contro la corruzione.  Gli esecutori di offset possono fare molte cose: consulenza e assistenza per il marketing, gestione di capitale di rischio o altre forme di credito aziendale per investimenti diretti stranieri, ma anche pratiche più complesse come consorzi per produrre gamberetti nella Penisola Arabica, come la Devcorp, Bahrain, o uno zuccherificio in joint venture con gruppi industriali locali; di recente si è approdati anche al campo dell'ambiente e dell'energie alternative.

### I certificati di offset, clausole di riservatezza, penali, pre-offset
Gli offset hanno durate temporali diverse. Si va dai programmi brevissimi da 1-2 anni, a quelli di 8-10 anni, che sono molto comuni; eccezionalmente lungo risulta un offset come il programma “Al Yamamah” un offset British Aerospace in Arabia Saudita in essere sin dal 1987. I clienti (paesi sovrani) hanno meccanismi amministrativi e tecnici per il controllo del loro sviluppo e per certificare il completamento delle tappe intermedie di programma. Un'autorità di supervisione dell'offset certifica il grado di avanzamento lavori in percentuale, emettendo i cosiddetti “certificati di offset”. Questi certificati possono essere emessi a beneficio dell'azienda fornitrice principale ma anche a offset-fullfiller o subappaltatori di offset che abbiano partecipato come subappaltatori al programma e che siano anche registrati come tali nel paese beneficiario. Quando si è in presenza di moltiplicatori, questi certificati esprimono la percentuale di completamento in valore di credito (valore di credito =valore attuale x moltiplicatore). Gli esecutori di offset riscattano i certificati attraverso i contratti o subcontratti con l'azienda fornitrice principale. Più di recente, data l'importanza e la crescita delle pratiche offset nel mondo, gli esecutori/subappaltatori possono vendere i loro certificati alle aziende fornitrici principali, e non solo a quella che inizialmente subcontrattati, previa l'autorizzazione del committente, cioè le autorità per gli offset nazionali competenti. In questa redditizia nicchia del complesso industriale militare fatta da specialisti in offset - studi legali, aziende, e holding finanziarie - si è anche sviluppato un commercio di secondo grado, per così dire, di certificati di offset.
Come in ogni contratto sono previste forme di penali nel caso di inadempimenti nello sviluppo e completamento dei programmi offset. Molte nazioni prevedono rigidi sistemi di penali incluso l'utilizzo di garanzie bancarie, altre nazioni invece credono nel sistema della negoziazione continua che sono basate sulle clausole del “miglior sforzo”.
La lista degli incentivi e delle penali negli offset non è molto diversa da altri sistemi di gestioni di commessa pubblica, con due notevoli eccezioni:
1.  Negli accordi di offset sono in gioco due distinti contratti che procedono in parallelo. Alla fornitura di equipaggiamenti militari oggetto del contratto primario, da parte dell'azienda produttrice di armamenti secondo le specifiche, si affianca il contratto relativo alla esecuzione degli offset concordati che sono spesso monitorate da entità terze. Il problema è che un'inadempienza in uno dei due contratti impatta inevitabilmente sull'altro, e questo può creare problemi di difficile soluzione contrattuale, veri nodi gordiani che l'autorità politica taglia senza risolvere.
2.  Nei contratti di offset diretti ci sono clausole legittime di riservatezza, che in molti paesi possono anche assumere status di segreto di stato, generalmente di classifica "riservato". Negli stati dell'Unione europea comunque, l'estensione della classificazione di segreto di stato agli offset indiretti che non hanno nulla a che vedere con le questioni della sicurezza di uno stato, è considerato un abuso. Per esempio classificare come segreto di stato un offset indiretto in campo civile, come il finanziamento di opere ambientali o ricerche farmaceutiche, porta non solo a evidenti distorsioni sul mercato (per l'Unione europea mercato comune) ma anche ad aree di corruzione impunibile e ingiustificatamente protette.
Attività di pre-offset sono consentite e ben accette da parecchi paesi. Si tratta di attività offset senza le certezze di ottenere un valore di credito, che nello specifico consistono in attività di marketing o per meglio dire di lobbying volte a promuovere specifici acquisti nel campo della difesa. Queste attività di pre-offset devono essere registrate ufficialmente dalle autorità nazionali. Spesso tali attività vengono certificate dopo che si sia effettuata una vendita, e le grandi aziende di armamenti mettono i costi relativi a tali attività inizialmente nel budget previsto per i costi di marketing, e successivamente finiscono nei loro budget legati agli offset come esecuzione della obbligazione contrattuale.
L'argomento che stimola a effettuare l'acquisto è l'enfasi sulla forza e l'affidabilità dell'azienda militare che si propone allo stato acquirente. Ovviamente dato che il cliente potenziale che si vuole stimolare è uno Stato sovrano si può comprendere come tale attività sia delicata e non di rado esposta a episodi di abusi e corruzione.

### U.S.A: FMS governo-governo o DCS azienda-governo

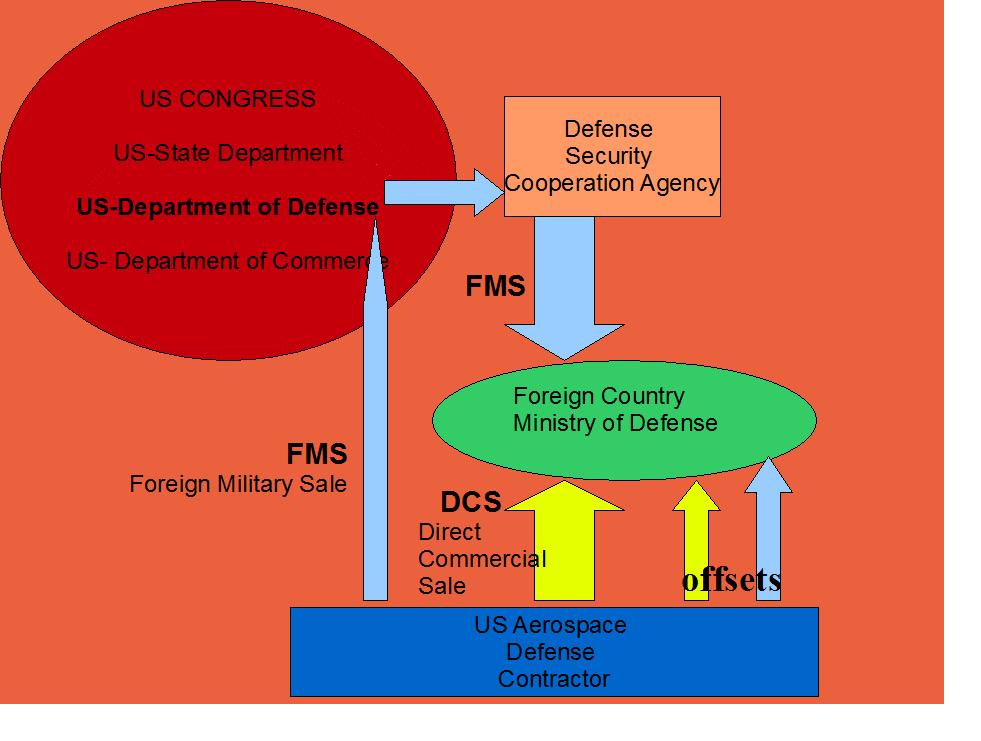

Per gli USA, da sempre primi esportatori di armi nel mondo ci sono due modi di effettuare una vendita a un paese straniero. Il primo è noto col nome di Direct Commercial Sale (vendita commerciale diretta). La vendita è conclusa direttamente dall'azienda americana allo stato straniero. La seconda via, detta Foreign Military Sale, (vendita militare straniera), è un'operazione diretta tra due stati.
La vendita commerciale diretta è comunque fatta sotto la supervisione del governo USA fino anche al Parlamento, a dispetto dell'apparenza del libero mercato. Il mercato delle armi in quanto connesso alla sicurezza dello stato non è mai libero dalla supervisione governativa. Per una vendita a un Ministero della Difesa straniero, un'azienda USA deve avere l'autorizzazione del Dipartimento della Difesa degli Stati Uniti, dal Dipartimento di Stato e, per vendite consistenti anche dell'approvazione del Congresso degli Stati Uniti che può, se lo ritiene, bloccare la vendita. Pertanto anche le vendite commerciali dirette sono strettamente regolamentate. Inoltre gli offset non militari e indiretti sono oggetto di dettagliati rapporti che devono essere preparati dalle aziende venditrici e dai loro subappaltatori e sottoposti al Dipartimento del Commercio, Divisione per la Sicurezza e Industria
Le vendite militari estere sono vendite indirette di armi prodotte da una o più aziende USA, attraverso un'agenzia del Dipartimento della Difesa. Questa agenzia è nota come DSCA, Agenzia per la cooperazione nella sicurezza della difesa: in un certo senso la DSCA agisce come mediatore e procacciatore di affari nella vendita a stati stranieri. La mediazione non è gratis e in caso di vendita l'agenzia trattiene una piccola percentuale per i servizi resi e per rientrare dei costi sostenuti, ma un 3% di costo aggiuntivo ha come beneficio l'inclusione nel prezzo delle attività di formazione delle forze militari straniere all'utilizzo delle armi acquistate, che permette la collaborazione con le forze armate statunitensi in comuni operazioni internazionali. In questo tipo di vendita comunque ci sono due importanti aspetti riguardo al business dell'offset:
1)  sin dal 1990 sotto una specifica direttiva dell'allora presidente George Bush senior, nessuna agenzia federale USA od agenzia governativa o personale impiegato del Governo possono in alcun modo essere coinvolti nel business degli offset. Per ogni comunicato stampa o qualsivoglia comunicato riguardante una FMS c'è un'esclusione di responsabilità, disclaimer standard: “non esistono accordi di offset conosciuti relativi a questa potenziale vendita."
(Mark Nackman, A Critical Examination Of Offsets In International Defense Procurements)
Infatti, mentre la DSCA agisce per conto dell'azienda principale fornitrice nei confronti di un governo straniero e rifiuta anche solo la semplice conoscenza di offset nelle FMS, l'azienda capofila è autorizzata dalla stessa agenzia a includere nel prezzo finale anche i costi stimati per gli offset pattuiti. Quindi se il cliente (paese straniero) volesse ulteriori chiarimenti sui costi relativi all'offset (rispetto al totale della fattura) non deve rivolgersi alla DSCA, ma all'azienda militare capofila.
In altre parole il Governo USA non può e non deve occuparsi di offset: questo spetta alle aziende militari private. Tuttavia la DSCA ha reso disponibile alle aziende del settore un dettagliato manuale che spiega come includere i vari costi legati agli offset nei contratti e nelle fatture. Come abbiamo visto quindi, in entrambe le fattispecie, le aziende sono autorizzate a includere nel prezzo finale i costi legati agli offset e ne sono le sole responsabili contrattualmente e logisticamente. Tuttavia c'è stato un tempo in cui le agenzie governative erano coinvolte nei processi legati agli offset, durante il periodo della Guerra Fredda, data l'importanza anche politica che un offset poteva rivestire. Il Presidente George Bush senior, poco prima della fine sostanziale dell'antagonismo planetario tra USA e URSS come principio fondamentale della politica estera e anche del commercio mondiale, decise di eliminare le responsabilità governative dagli offset.
2)  Il denaro che paesi stranieri possono ottenere a titolo di prestito dal programma statunitense per il finanziamento estero diretto a spese militari in USA, detto FMF,  che potrebbe essere collegato a vendite militari straniere (FMS) o a vendite commerciali dirette (DCS), può essere utilizzato per offset solo se è un finanziamento che lo stato cliente deve ripagare, ma non se è un regalo dei contribuenti americani. Chi compra (stato cliente) o chi vende (azienda militare privata) usando questi fondi federali regalati non può richiedere o offrire offset.

## Regolamentazioni per gli offset nei vari paesi
Quella che segue è una sommaria rassegna delle regolamentazioni offset in vigore in alcuni paesi. Non entra nei dettagli ed essenzialmente illustra:
1) La base legale dell'offset
2) La soglia di prezzo di acquisto oltre la quale scatta la richiesta offset/compensazioni/partecipazioni industriali
3) La quantità richiesta di offset da parte del paese in termini di percentuali del prezzo contrattuale
4) I moltiplicatori applicati (il voto o parametro), che qualificano attraverso un numero l'importanza assegnata a uno specifico tipo di offset
5) Alcune note e informazioni incluse le pagine web delle attività di offset nazionali.
Una lista dettagliata delle leggi nazionali e regolamenti dei paesi membri dell'Unione Europea si possono trovare nel sito dell'Agenzia europea per la difesa, in un nuovo portale europeo sugli offset.
Un'altra analisi molto utile sulle leggi dei vari paesi si può trovare nel sito del ministero belga dell'economia. Questo documento assolutamente pubblico, disponibile in francese, inglese e fiammingo offre una delle più intelligenti analisi sui regolamenti offset riguardanti i vari paesi nella prospettiva del paese importatore di armi:
Da una prospettiva simile, ma non europea, il punto di vista dell'importatore è ben articolato nelle pagine web dedicate all'offset degli Emirati Arabi Uniti e all'interno delle dettagliate linee guida dello stato del Kuwait.
La prospettiva dal punto di vista dei venditori si può trovare nel report annuale al Congresso degli Stati Uniti d'America del BIS (Bureau of Industry and Security), dove vengono classificati i dati relativi alle posizioni sugli offset dei paesi esportatori di armi come gli USA.
Riviste e pubblicazioni specialistiche come Jane's Defence Industry, EPICOS, Countertrade and Offset o CTO danno conto delle leggi, regolamenti, e linee guida dei diversi paesi pubblicandone anche le modifiche e gli eventuali aggiornamenti apportati nel corso del tempo.
Arabia Saudita -  Il Programma Economico sugli Offset Saudita è controllato dal Ministero della Difesa. La richiesta di offset è che il 35% del valore del contratto venga rinvestito nella creazione di posti di lavoro sauditi e nella formazione professionale di questi, nella diversificazione economica, nel trasferimento di tecnologia e investimenti stranieri diretti in Arabia Saudita. La soglia è 400 milioni di reali (107 milioni di USD). I governi del Regno Unito e della Francia hanno stabilito programmi di offset bilaterali. Il programma britannico La Colomba o Al Yamamah Offset (Fasi I, II, e III) è il programma più complesso e lungo: è iniziato nel 1987 ed è ancora attivo. L'offset francese è diretto da SOFRESA, Sociètè française d'exportation de systèmes avancès, un'azienda privata che opera per conto del Governo francese (dal 2008 ODAS). Il governo degli Stati Uniti, nonostante il fatto che la gran parte delle vendite sia FMS, cioè vendite da governo a governo, lascia gli offset alle aziende militari private, come la Lockheed Martin, SAIC, Boeing, e General Dynamics. Specificatamente gli investimenti stranieri sono autorizzati dalla Saudi Arabian General Investements Authority (SAGIA), e ricevono i più alti moltiplicatori secondo le priorità del Regno dell'Arabia Saudita, come i settori dell'acqua, dell'elettricità,  delle comunicazioni, ecc.
Australia:  Il Dipartimento della Difesa (Defence Material Organization) è responsabile degli offset. La soglia è fissata in 5 milioni di dollari australiani. I moltiplicatori vanno da 1 a 6. Di norma l'Australia non accetta offset indiretti (civili) a meno che non portino un beneficio all'industria australiana della difesa.
Austria:  Gli accordi di offset sono negoziati dal Ministero federale del lavoro e affari economici sulla base di una valutazione caso per caso. La percentuale di offset è sopra il 100% fino al 200% (e qualche volta anche di più) del valore del contratto. L'Austria ha una delle più alte richieste nel mondo in quantità nominali di offset. I moltiplicatori possono arrivare fino a 10. Il valore minimo della vendita per offset obbligatorio è di 726.000 euro
Belgio: La base legale degli offset è un Regio Decreto (datato 6/2/1999 e modificato il 6/12/2001) che delinea la politica di partecipazioni industriali negli armamenti. Il programma è diretto dal Ministero degli Affari Economici:Politique de Participation Industrielle dans le cadre des Commandes de la Defense.  La soglia di attivazione dell'offset è generalmente per commesse di valore maggiore di 11 milioni di Euro, ma diviene più bassa quando l'appalto è ristretto o segreto. La richiesta minima di offset è del 100%, e i moltiplicatori non sono specificati pubblicamente. La concentrazione è sull'alta tecnologia e sulla creazione di nuovi o addizionali ricavi. Le specifiche del programma belga di offset sono abbastanza sofisticate. L'accento è messo sulla novità che un accordo di offset deve portare come beneficio alle aziende coinvolte. Per esempio, "un offset, come l'assistenza all'esportazioni a fovore di un'azienda belga deve portare inequivocabilmente un nuovo o addizionale export." Si noti che il Belgio distingue fra tre forme di offset: diretto, semi-diretto, e indiretto.
Brasile -   Sotto la supervisione del Ministero della Difesa, Marina, Aeronautica ed Esercito hanno procedure di offset separate, chiamate Divisioni di Cooperazione Industriale.  Le soglie minime degli offset sono differenti per Esercito, Marina Militare, e Aeronautica Militare, e vanno da 1 a 5 milioni di USD. Sopra i 5 milioni di USD la richiesta di offset è del 100%, e i moltiplicatori vanno da 1 a 4. I programmi di offset brasiliani si concentrano sullo sviluppo tecnologico della propria industria della difesa attraverso trasferimenti di tecnologia, cooperazione, e co-produzione.
Bulgaria -  Legge sugli Appalti Pubblici del 2004, integrata nel 2009. Gli offset diretti sono sotto la supervisione del Ministero della Difesa, mentre quelli indiretti sotto il Ministero dell'Economia e dell'Energia.  C'è comunque un Consiglio Permanente Ministeriale per gli Appalti Speciali che decide degli accordi di cooperazione industriale militare. L'Agenzia per le Informazioni, Tecnologia e Comunicazioni collabora e coordina i progetti di offset.  La soglia per gli offset è di 5 milioni di Euro, e la richiesta minima è il 110%, con i moltiplicatori da 1 a 3. Generalmente gli offset sono il 30% diretti e il 70% indiretti.
Canada -  Il programma di offset si chiama Canada Industria ed è diretto dal Ministero dell'Industria. Le direttive sono state approvate nel 1986, e riviste nel 1994. La soglia è di 100 milioni di dollari canadesi e la richiesta di offset è del 100%. Il massimo moltiplicatore è 5.
Corea del Sud - La DAPA, un'Agenzia per il Programma degli Approvvigionamenti per la Difesa controlla le partecipazioni industriali in Corea del Sud. La soglia è di 10 milioni di USD, e la richiesta minima è del 20%. I moltiplicatori vanno da 1 a 6.  L'accordo contrattuale sugli offset è parte sostanziale del contratto principale di approvvigionamento militare.
Danimarca - Il Ministero della Difesa decide degli offset, ma il Ministero dell'Economia controlla il loro stato di avanzamento e risultati. I regolamenti della Cooperazione Industriale sono stati approvati nel 2005. La soglia per gli offset è di 25 milioni corone danesi, e la richiesta minima è del 100%. Moltiplicatori possono essere approvati per gli offset per la ricerca e sviluppo e per i trasferimenti di tecnologia. La Danimarca ha firmato un accordo trilaterale con Regno Unito e Paesi Bassi sulle migliori tecniche per l'applicazione di compensazioni finanziarie tra obbligazioni di offset.
Emirati Arabi Uniti -  L'agenzia degli Emirati Arabi Uniti per il programma offset è nota come “Offset,” ed è presieduta dal Principe ereditario di Abu Dhabi. I criteri sono più sofisticati della maggioranza dei programmi di offset. La richiesta è del 60%. I moltiplicatori non esistono, o meglio esistono ex post, basati sui risultati ottenuti, non sui contratti iniziali: il credito per il completamento dell'obbligo di offset non è valutato (moltiplicato) infatti sugli investimenti iniziali, ma sui risultati, cioè sui profitti delle joint-venture costituite con aziende locali. Joint-Ventures e società con partner locali sono gli offset più comuni, sia diretti che indiretti.
Estonia -  Non esiste una legge sugli offset. L'Estonia è particolarmente interessata scambi commerciali in compensazione (counter-trade).
Finlandia -  Non c'è una legge sugli offset, solo Direttive Pubbliche sulle Partecipazioni Industriali. Il Ministero della Difesa - attraverso la divisione Materiali Industriali Militari e Partecipazione Industriale – controlla gli offset insieme al Ministero del Commercio e dell'Industria. La soglia per gli offset è di 10 milioni di Euro, e la richiesta minima è del 100%. I moltiplicatori vanno a 0,3 a 3 (per l'export finlandese). I moltiplicatori di offset di trasferimenti di tecnologia sono negoziati separatamente. La strategia della partecipazione industriale è incentrata sulla industria militare nazionale.
Francia - Nessun formale regolamento sugli offset, ma ci sono divisioni del Ministero della Difesa e del Ministero dell'Economia per gli offset e per il counter-trade. La Francia, come gli Stati Uniti, è quasi completamente indipendente nei suoi approvvigionamenti militari e quindi la quota di acquisti di armi dall'estero è minima.
Germania - La posizione ufficiale della Germania è che la prassi degli offset sia controproducente nell'economia e commercio delle armi. Tuttavia la Germania applica una politica di Bilanciamento Industriale, basata sul 100% del valore degli acquisti di armi e sistemi d'arma. Il Ministero Federale della Difesa (BMVg) e L'Ufficio Federale per la Tecnologia e gli Approvvigionamenti militari (Bundesamt für Wehrtechnik und Beschaffung) (BWB, di fatto una Agenzia governativa specializzata negli acquisti militari e negli offset) controllano gli acquisti e la cooperazione industriale militare. BWB ha anche una filiale estera per Stati Uniti e Canada situata a Reston, in Virginia. È interessante osservare che la Germania, pur essendo il terzo esportatore di armi nel mondo, non ha multinazionali conosciute specificatamente come produttori di armi, ma ha multinazionali che producono e vendono armi a lato della loro produzione civile. Wehr Technik -WT è una discreta fonte di informazioni sulle attività di BWB.
Giappone - Il Giappone non ha una procedura per gli offset formalizzata pubblicamente. Se ne occupava l'Agenzia Giapponese per la Difesa, che non dipendeva da un Ministero, ma direttamente dal Primo Ministro, che controllava l'approvvigionamento militare attraverso l'Ufficio degli Equipaggiamenti e l'Ufficio delle Finanze. Nel 2007 l'Agenzia Giapponese per la Difesa è stata trasformata in un Ministero della Difesa, con un Ministro a pieno titolo nel Consiglio dei ministri. La maggioranza degli approvvigionamenti militari del Giappone provengono dagli Stati Uniti, e sono regolati da accordi commerciali bilaterali. Gli appalti per la Difesa avvengono di prassi attraverso aziende di rappresentanza giapponesi, per quanto non sia legalmente proibito partecipare a questi appalti senza rappresentante locale. Vige una legge non scritta che favorisce i grandi gruppi industriali giapponesi che di fatto fa le veci di un “Buy Japanese Act”.  Si può dire che Giappone, Germania, e Italia, nonostante evidenti differenze culturali, hanno atteggiamenti nazionali molto simili nei “bilanciamenti industriali” degli acquisti militari. In Giappone però, sia per principi etici e poi per una legge approvata dal Parlamento Giapponese, l'export di armi è stato molto limitato, e infine proibito negli anni settanta.  Il mercato della difesa delle aziende Giapponesi è esclusivamente quello nazionale per legge.
Grecia - Le Direttive per gli Offset sono contenute nella Legge per gli Appalti n. 3433 del 2006. Il Ministero della Difesa Nazionale ellenico controlla gli offset attraverso il Direttorato Generale degli Armamenti e la Divisione Offset.  La soglia per gli offset è di 10 milioni di Euro, e la quantità di offset varia da 80% a 120%. I moltiplicatori vanno da 1 a 10. La Grecia rifiuta gli offset indiretti (gli offset civili), perché è strategicamente impegnata nel rafforzamento delle proprie capacità militari. Secondo i dati pubblici di SIPRI, la Grecia è il più grosso importatore netto di armi nella Unione Europea.
India - Il governo ha emanato una Procedura per gli Approvvigionamenti Militari nel 2006, che ha modificato nel 2008. La soglia è di 3 miliardi di Rupie (circa 65 milioni di USD), con un 30% di richiesta di offset. I moltiplicatori non sono chiari. Comunque per commesse sopra i 300 miliardi di Rupie (circa 700 milioni di USD) c'è una richiesta di indianizzazione, un “Buy Indian,” un'obbligazione a comprare prodotti e servizi indiani per una quota tra il 30 e il 50% del valore contrattuale. Come offset l'India accetta anche l'acquisto di servizi indiani, come l'ingegneria e lo sviluppo e utilizzo di software indiano.
 
Israele - Il Ministero dell'Industria, Commercio, e Lavoro controlla gli accordi e la supervisione degli offset. La soglia è di 100,000 USD, e la richiesta minima di offset è del 30%. I moltiplicatori sono 1 o 2. La particolarità di Israele relativa agli offset consiste nel fatto che Israele è stato fino al 2003 il maggior beneficiario di Foreign Military Financing Statunitense, prendendo più del 50% dell'intero budget del FMF. Questo pone un forte limite agli offset che Israele può richiedere ad aziende americane.
Italia - Non esiste una legge sugli offset e sulle partecipazioni industriali legate agli approvvigionamenti militari italiani. Non esiste neanche un nome ufficiale per i programmi di offset italiani.  La posizione ufficiale è che l'Italia non ha una politica generale di compensazioni industriali, solo una politica particolare, “ad hoc”. In realtà gli offset esistono anche in Italia, e sono parte di una politica di cooperazione industriale militare che, anche per ragioni storiche, rimane fuori dal dibattito pubblico. Gli offset italiani sono controllati dalla Direzione Generale degli Armamenti, sotto il Segretario Generale della Difesa, che risponde al Ministro della Difesa. Di fatto la soglia di attivazione degli offset è di 5 milioni di Euro e la richiesta minima è del 70%, ma generalmente arriva al 100%. Il moltiplicatore più alto è 3, tuttavia nulla impedisce che, a completa discrezione del Ministero, sia più alto.  La preferenza strategica è l'export dell'industria della difesa italiana. Non esiste un sito ufficiale italiano su questo programma senza nome. Non si trovano sul sito del Ministero della difesa, ma le informazioni sugli offset italiani si trovano pubblicate negli USA e in Unione europea. 
 
Kuwait -  Le nuove linee guida del Programma di offset del Kuwait sono state pubblicate nel 2007, in seguito a una direttiva del Ministro delle Finanze, e si occupa di tutte le forniture pubbliche estere sia militari che civili. L'Azienda nazionale degli offset è di proprietà dello stato, e nelle attività all'interno del Programma kuwaitiano di offset risponde al Ministero delle Finanze. La quantità di offset richiesto è il 35% del valore del contratto. La soglia per l'offset è di 3 milioni di dinari kuwaitiani per i contratti militari e di 10 milioni per quelli civili. Nel 2007 sono stati fatti cambiamenti per rendere gli offset più sofisticati ed efficaci, cambiamento che ha trasformato anche i moltiplicatori in funzione dei tangibili benefici per gli interessi kuwaitiani.
Lituania - Decreto legge n. 918 del 2003 del Governo lituano. Il Ministero dell'Economia controlla gli offset. La soglia è di 1,5 milioni di Euro, e la richiesta minima è del 100%. I moltiplicatori vanno da 1 a 5.
Norvegia - Il Ministero della Difesa Norvegese è responsabile degli Accordi di Cooperazione Industriale, della supervisione e dell'esecuzione di questi contratti negli anni di durata dello svolgimento. La soglia è di circa 5,5 milioni di Euro, e la quantità di offset richiesto è del 100%. I moltiplicatori vanno da 1 a 5. Si noti che la Norvegia, pur non essendo parte della UE, fa parte della Agenzia europea per la difesa senza diritto di voto.
Paesi Bassi - Il Ministero dell'Economia – Commissariato per la Produzione Militare controlla le regole e l'esecuzione degli offset (che seguono un protocollo di accordo con il Ministero della Difesa). La soglia per gli offset è di 5 milioni di Euro, e la richiesta minima è del 100%. I moltiplicatori vanno da 1 a 5. L'interesse prioritario olandese è nella innovazione industriale e nell'assistenza al marketing di prodotti olandesi..  Le istruzioni alle partecipazioni industriali olandesi e ai programmi di offset nei Paesi Bassi sono pubbliche.
Polonia - Il Ministero dell'Economia è responsabile degli offset. La Legge sugli offset è stata emanata nel 1999, mentre i regolamenti sono stati approvati nel 1996 e rivisti nel 2007. La soglia per la richiesta di offset è di 5 milioni di Euro, e la quantità è del 100%. I moltiplicatori vanno da 2,0 a 5,0. Le priorità sono date ad accordi di offset che portano benefici all'industria della difesa polacca e l'apertura di nuovi mercati esteri per i prodotti polacchi.
Portogallo - La direttive del Ministro della Difesa sulle contropartite (offset) sono state pubblicate nel 2002. I Decreti Legge n. 153 e n.154 del 2006 regolano gli offset portoghesi. La Commissione Permanente sulle Contropartite è un'agenzia governativa che dipende dal Ministero dell'Economia e da quello della Difesa in maniera paritetica; è responsabile sia per gli accordi di offset che per la loro supervisione. La soglia è di 10 milioni di Euro, la richiesta minima è del 100%. I moltiplicatori sono stati fissati dalla legge nel 2006 tra 1 e 5. Non è specificata una preferenza per offset diretti o indiretti.
Qatar -  Il Qatar non ha una posizione ufficializzata ma le aziende militari straniere che hanno o prevedono di avere contratti con il Ministero della Difesa del Qatar sono incoraggiate a investire e a cooperare nel campo della Educazione e della Ricerca e Sviluppo in Qatar.
Regno Unito - Il Regno Unito non ha una legge o un regolamento ufficiale sugli offset. Il Dipartimento della Difesa controlla gli offset. La soglia per la richiesta di offset è di circa 10 milioni di Sterline, ma per accordi bilaterali e di reciprocità con Francia e Germania la soglia è innalzata per questi a 50 milioni di Sterline. La richiesta totale è del 100% e non ci sono moltiplicatori..
Repubblica Ceca -  Le direttive per gli offset sono state approvate dal Decreto Ministeriale n. 9 del 2005. Il Ministero del Commercio e dell'Industria controlla la Cooperazione Industriale, anche attraverso una Commissione sulle Compensazioni.  La soglia è 500 milioni corone ceche, e la richiesta minima è del 100%. Non sono usati moltiplicatori. Gli offset si concentrano sulle nuove tecnologie, cooperazione, e trasferimento di tecnologia.  Vi è un minimo per gli offset diretti del 20%.  La Commissione Offset presenta una relazione annuale sullo stato di avanzamento degli accordi di offset.
Romania -  Il Ministero della Difesa Nazionale e una Agenzia speciale per le tecniche di offset sono responsabili per gli offset; la Legge n. 336 del 2007 regola gli offset in Romania. La soglia è di 3 milioni di Euro, e la richiesta minima di offset è dell'80%, I moltiplicatori vanno da 1 a 5. Gli offset indiretti sono accettati, specialmente nell'ecologia e nella cantieristica navale. La Romania è l'unico paese dell'Unione Europea che non ha firmato il Codice di autoregolamentazione degli Offset in Ottobre del 2008, firmato da tutti i paesi europei con l'aggiunta della Norvegia.
Slovacchia - Il Ministero dell'Economia si occupa degli offset. La soglia (non chiara) può scendere fino a 130,000 euro. La quantità di offset è negoziabile, ma è generalmente equivalente al 100%. I moltiplicatori più alti sono per offset diretti.
Slovenia- Il Ministero della Difesa controlla gli offset, e le linee guida sono state pubblicate nel 2000. La soglia è di 500.000 Euro, e la richiesta è del 100%. I moltiplicatori possono arrivare fino a 7. Investimenti stranieri e trasferimenti di tecnologia hanno i più alti moltiplicatori
Spagna - Il Ministero della Difesa, con la Direzione Generale degli Armamenti e Materiale (DGAM) e con l'Agenzia per la Cooperazione Industriale della Spagna (ICA) hanno la responsabilità di negoziare e controllare l'esecuzione degli offset. Le linee guida non sono pubbliche, e sono fatte a uso interno e riservato. La richiesta di offset è del 100%, e i moltiplicatori vanno da 2 a 5.
Stati Uniti d'America -  Gli Stati Uniti si oppongono ufficialmente agli offset, che considerano una distorsione del libero mercato. A oggi, gli Stati Uniti sono l'unico paese che proibisce a impiegati statali di ogni livello, e anche ad agenzie governative, di essere coinvolti nel business degli offset. Gli Stati Uniti dipendono da forniture da aziende straniere (come capogruppo) per meno del 2% dei loro approvvigionamenti militari. Partner o subappaltatori stranieri di aziende della difesa americane che forniscono lo stato americano sono soggette al Buy American Act. Molti paesi considerano, a torto o a ragione, il Buy American Act come l'equivalente americano delle politiche di partecipazione industriale del resto del pianeta.
Svezia -  La regolamentazione degli offset è stata decisa dal Governo nel 1999. Il programma di Partecipazione Industriale è diretto dalla Amministrazione dei Materiali di Difesa (FMV) del Ministero della Difesa, e le guida agli offset è stata elaborata nel 2002. La soglia per gli offset è di 10 milioni di euro e la richiesta è il 100%.  I moltiplicatori possono essere applicati solo al 10% del valore totale degli offest. La Svezia accetta solo offset relativi all'industria della difesa (diretti), e applica in maniera rigorosa l'articolo 346 del Trattato di Lisbona, considerando gli offset indiretti come violazioni del Trattato
Svizzera - La divisione armasuisse del Dipartimento Federale della Difesa, Protezione Civile, e Sport è responsabile degli offset. La soglia è 15 milioni di Franchi svizzeri, e la richiesta di offset è del 100%. I moltiplicatori sono tra 2 e 3.
Turchia - Il Ministero della Difesa, segnatamente il Sottosegretario con delega alla Industria della Difesa, controlla il programma di Partecipazioni Industriali/Offset (2007). La soglia è di 5 milioni di USD, e la richiesta minima è del 50%.  I moltiplicatori vanno da 1 a 6. Il periodo di esecuzione degli offset è inusuale e breve: 2 anni. La maggioranza degli offset va a beneficio della industria della difesa turca.
Ungheria – La base legale per gli offset è il decreto legge del Governo n. 228 del 2004 e l'autorità per gli offset è il Ministero per lo Sviluppo Nazionale ed Economia, secondo la Direttiva N. 23 del 2008. La soglia per gli offset è 3.5 milioni di Euro, e la quantità minima richiesta è il 100%.  I moltiplicatori possono arrivare fino a 15. È degno di nota osservare che le clausole di riservatezza sugli offset sono di natura commerciale, cioè un normale Accordo di non divulgazione .

## U.S.A: Posizioni sugli offset
Gli Stati Uniti hanno la quota maggiore delle esportazioni mondiali di armi.. La loro posizione governativa è quella di considerare gli offset imposti dagli acquirenti come una forma ingiusta di protezionismo. Nell'ultimo decennio gli Stati Uniti hanno iniziato un lavoro politico-diplomatico per formare una coalizione dei paesi esportatori di armi con lo scopo di rinforzare la propria posizione: una coalizione di paesi esportatori (inclusa l'Italia) per frenare ed eliminare le barriere degli offset dal libero mercato delle armi
È importante esaminare più analiticamente questa posizione.
La prima preoccupazione sugli offset diretti o militari è che questi minacciano la completa autosufficienza della base industriale militare degli USA. Gli offset militari, attraverso la coproduzione e il trasferimento di tecnologia erodono la capacità manifatturiera degli USA dislocando le capacità produttive in paesi dove quasi sempre la competitività è maggiore, anche nel costo del lavoro. La transnazionalizzazione della base industriale statunitense non sarebbe causata solo dalla globalizzazione ma anche dagli offset diretti. Questa erosione della base industriale dell'industria militare è vista dal governo come una minaccia alla sicurezza nazionale.
Questa opinione non è tuttavia condivisa da tutti; alcuni considerano l'internazionalizzazione delle multinazionali americane della difesa come un processo puramente economico, e la produzione all'estero - in paesi alleati degli Stati Uniti - delle parti meno sofisticate degli armamenti, come un processo naturale dell'economia libera e del libero mercato. Quindi lungi dall'essere una minaccia, la transnazionalizzaione si opporrebbe proprio a una visione protezionistica dell'industria della difesa, protezionismo americano che difenderebbe dunque una posizione arretrata contro la delocalizzazione della produzione. In altri termini, proprio la posizione anti-offset del governo sarebbe protezionista.
Connessa a questa prima preoccupazione una seconda: che gli offset diretti nel trasferimento di alta tecnologia possano aiutare la crescita delle capacità militari dei nemici degli USA e dei loro interessi nel mondo. Per quanto riguarda questa ultima preoccupazione bisogna riconoscere che è giustificata e reale, ma non realistica. Gli Stati Uniti sono così avanzati in tecnologie militare rispetto al resto del mondo che non è ragionevole pensare che gli offset diretti (militari) costituiscano una minaccia alla sicurezza nazionale, o meglio, una minaccia superiore a quella che l'export militare dell'industria statunitense costituisce per la stessa sicurezza nazionale. L'export militare e gli offset militari a esso connessi sono controllati dal Dipartimento della Difesa, dal lato militare, dal Dipartimento di Stato, dal lato politico, e dallo stesso Congresso americano. E se a livello metodologico è sempre utile non sottovalutare il pericolo e le capacità di nemici potenziali e attuali degli Stati Uniti, in virtu' di una incosciente sicurezza della propria superiorità tecnologica, non è tuttavia realistico pensare che il trasferimento di tecnologie vecchie di 20 anni come offset di vendite di armi sia un pericolo per la sicurezza nazionale. Come la storia recente dimostra le vere minacce provengono da falle domestiche, non da trasferimenti di tecnologia autorizzati e monitorati. In altri termini, o un trasferimento di tecnologia è una minaccia, e allora non deve essere autorizzato, o non lo è, e allora usare il principio della sicurezza nazionale in ogni questione è un abuso, e paradossalmente proprio questo abuso del principio di sicurezza nazionale è la vera minaccia alla salus populi, cioè alla stessa sicurezza della nazione.
La questione più reale è quella della sicurezza economica. L'economia (la competizione e la competizione commerciale) e la guerra (difesa) non seguono gli stessi principi e metodi, nonostante esistano utili similitudini e evidenti sinergie; questo è ancora più vero nella più grande repubblica commerciale del mondo. Il Dipartimento del Commercio attraverso il BIS monitora gli offset specificamente per il loro impatto negativo sulla economia statunitense, producendo relazioni annuali al Congresso americano. I presidenti degli Stati Uniti negli anni novanta hanno anche formato delle commissioni speciali per esaminare l'impatto degli offset, soprattutto nei loro effetti negativi e non intenzionali sull'economia domestica. L'impatto più visibile è la perdita di posti di lavoro e chiusura di aziende subappaltatrici americane delle multinazionali della difesa.
L'effetto inteso di quasi tutti gli offset richiesti da paesi stranieri è l'aumento del fatturato delle aziende coinvolte nell'offset e la creazione di posti di lavoro stranieri. Un esempio: se una vendita di aerei della Lockheed Martin richiede il finanziamento come offset di aziende subappaltatrici rumene che producono componenti dell'aereo, queste aziende rumene sottraggono un pezzo del mercato ad aziende statunitensi subappaltatrici della Lockheed, e perciò crea una perdita di posti di lavoro in USA. Il ragionamento è quello classico protezionista: una fabbrica chiude in USA perché se ne apre una in Giappone o in Italia.  Dal punto di vista del paese straniero acquirente, gli offset sono strumenti di politica economica e di intervento statale in economia. Ma dal punto di vista degli USA, una repubblica commerciale, la crescita economica di partner commerciali aumenta anche la loro capacità di pagare i prodotti militari statunitensi.
La questione degli offset indiretti, e più esattamente degli offset civili pone altri tipo di problemi e di preoccupazioni. In generale, gli offset civili non hanno proprio nulla a che fare con la sicurezza nazionale. Ma se gli offset civili, come per esempio promuovere il marketing di aziende straniere o il finanziare la competizione straniera di aziende americane, la questione dell'impatto negativo degli offset indiretti sull'economia americana appare reale in nuovi e spesso insospettati aspetti. La interazione degli offset indiretti con l'economia americana non direttamente impegnata nel settore militare è sostanziale perché il totale delle obbligazioni di offset verso paesi stranieri dell'industria militare americana è enorme e in costante crescita. Inoltre, la quota totale di offset indiretti è superiore a quelli diretti. Il sostegno indiretto maggiore va proprio in paesi che spesso hanno aziende civili in competizione diretta con aziende americane. Il BIS fa un attento monitoraggio burocratico, ma è lacunoso ed impreciso; se per esempio un offset americano di sostegno a un'azienda europea che esporta in un paese terzo, dove è in competizione con un'azienda americana con prodotti e servizi simili, questo può causare impatti molto negativi, causati direttamente da aziende militari americane ad altre civili. Gli impatti negativi più incontrollabili si verificano quando questi offset vanno a colpire piccole e medie aziende americane, che si imbattano in problemi commerciali senza saperne il perché, dato che gli offset sono quasi sempre coperti da ingiustificata segretezza non solo commerciale, ma anche militare. Il BIS ha iniziato a raccogliere dati su questi impatti negativi degli offset indiretti sull'economia civile americana, solo perché un senatore statunitense  per la propria circoscrizione elettorale scoprì, avendo accesso a informazioni riservate, che un'azienda del suo Stato veniva seriamente danneggiata da queste pratiche commerciali segretate e non capiva come facesse un competitore europeo ad avere prezzo inspiegabilmente basso in un appalto vitale per questa azienda.  Questo diede origine nel 1994 al cosiddetto Feingold Amendament,  e anche al monitoraggio degli offset indiretti da parte del Dipartimento del Commercio.
Lo stesso problema rilevato da Feingold è presente anche all'interno del mercato unico dell'Unione europea, anzi in maniera aggravata, perché nell'Unione Europea ogni stato ha diritto a proteggere le informazioni relative alle commesse militari con forme di segreto di stato. Si noti tuttavia che gli offset indiretti e civili non hanno alcun titolo per godere di questa segretezza riservata alle questioni di sicurezza militare.

## Unione Europea e l'art. 346 del Trattato di Lisbona
L'ultimo evento nell'Unione Europea in materia di offset è una dichiarazione di intenti che non ha valore di contrattuale, chiamato appunto Codice di Condotta, nel quale 25 dei 26 paesi membri dell'Agenzia europea per la difesa (costituita da tutti i paesi membri dell'Unione europea, senza la Danimarca) dichiarano un comune intento di volere costruire una forte base tecnologica e industriale per la produzione degli armamenti europei, pensano di tenere gli offset sotto il 100% del valore della fornitura, di procedere a reciproche compensazioni di crediti/debiti reciproci in materia di offset, e di portare più trasparenza nelle pratiche nazionali di offset. Il codice di condotta è stato firmato in Ottobre del 2008, da tutti tranne che dalla Romania, ma si aggiunge la firma della Norvegia, membro dell'Agenzia della Difesa ma non membro dell'Unione Europea..
Nel Portale Offset del sito dell'Agenzia europea per la difesa, apparso nel 2009, si può trovare per la prima volta un elenco dei regolamenti e leggi sugli offset dei paesi europei. Questo forse è il più grande contributo al lungo percorso verso una trasparenza: il motto del portale è: portare trasparenza nel mercato europeo degli armamenti. Si noti, solo come apprezzamento dello sforzo, che le note sommarie dei regolamenti italiani in questa materia del commercio delle armi si trovano pubblicate su questo sito, ma non su quello del Ministero della difesa Italiano. Il Codice di Condotta negli Offset vorrebbe porsi come il primo passo verso una lunga marcia verso l'eliminazione degli offset all'interno del mercato domestico dell'Unione Europea.
Il quadro legale europeo che demarca le restrizioni della libera e trasparente competizione nel mercato degli armamenti è contenuto nel Trattato di Roma, ed è ribadito a Dicembre 2009 dall'articolo 346 del Trattato di Lisbona.
La situazione presente in materia di offset nella Unione europea è trattata egregiamente in uno studio commissionato dall'Agenzia europea per la difesa, pubblicato nel 2007  Secondo questo studio il volume di offset nel 2006 nella Unione Europea è stato superiore a 4-5 miliardi di Euro.
La tipologia di questi offset (diretti, indiretti-militari, indiretti-non-militari) è illustrata nel diagramma qui a fianco.

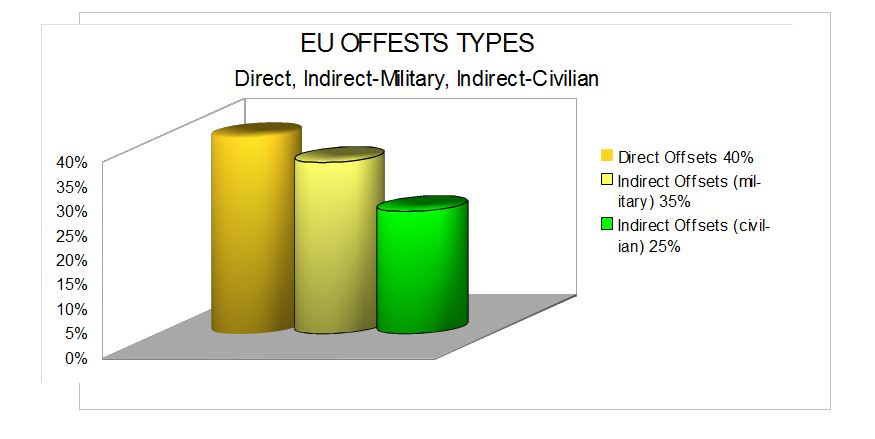

La norma fondamentale europea che regola gli offset è stata fissata nell'articolo 223 del Trattato di Roma (1958) che ha stabilito l'esclusione e la protezione della produzione e il commercio delle armi dalle regole della competizione della Comunità Europea, e oggi Unione europea. Il Trattato di Amsterdam ha mantenuto lo stesso articolo con un nuovo numero, il 296. Nel Trattato di Lisbona è rimasto lo stesso articolo di Roma, con un nuovo numero, il 346.,
Nonostante siano passati 50 anni tra Il Trattato di Roma e quello di Lisbona, oggi vigente, l'articolo è identico.  L'art. 346 del Trattato di Lisbona preserva il diritto di ogni stato membro dell'Unione il diritto al segreto di stato sulla propria sicurezza e sulla produzione e approvvigionamento di armi.
Questa è la parte rilevante per gli offset dell'articolo 346:
1. Le disposizioni dei trattati non ostano alle norme seguenti:
[...]
(b) ogni Stato membro può adottare le misure che ritenga necessarie alla tutela degli interessi essenziali della propria sicurezza e che si riferiscano alla produzione o al commercio di armi, munizioni e materiale bellico; tali misure non devono alterare le condizioni di concorrenza nel mercato interno per quanto riguarda i prodotti che non siano destinati a fini specificamente militari.
La prima parte dell'articolo 346 stabilisce che l'Unione europea (UE) non ha autorità sulle scelte degli stati nazionali in materia di sicurezza e difesa. In altre termini, l'UE non ha niente da dire della scelta di un paese membro di comprare carri armati o aerei da aziende nazionali, senza allargare l'appalto ad aziende del comune mercato europeo. E neanche per degli offset diretti e militari, direttamente collegati alle armi, lo stato nazionale deve rendere conto alla UE.
La seconda parte dell'articolo, afferma un principio condiviso e sottoscritto da tutti i paesi dell'Unione sugli offset non-militari e indiretti, e cioè che la UE non ammette che questi alterino le condizioni di concorrenza nel mercato interno. Molti offest civili comportano distorsioni all'interno del mercato comune, e queste distorsioni vengono amplificate dalla non conoscenza degli accordi presi all'interno del circolo delle aziende militari e le autorità nazionali.
Per l'Unione europea il monitoraggio pubblico degli offset indiretti e civili è ancora più importante che per gli Stati Uniti perché il mercato comune è per l'Unione europea il fondamento stesso dell'Unione. Negli Stati Uniti il problema identificato dal senatore Feingold in Wisconsin nel 1992 era di soli 50 milioni di dollari, e proveniva da un accordo riservato fatto tra un Ministero della Difesa Europeo e la Northrop - oggi Northrop Grumman Corporation- per promuovere le vendite dell'azienda finlandese Valmet, ma è bastato per fare prendere coscienza politica dell'utilizzo improprio della riservatezza di stato (di un paese, in questo caso la Finlandia) per cose che non hanno a che fare con la sicurezza di un paese. In un'Unione europea di 27 Stati sovrani con 27 Ministeri della Difesa, con una spesa militare annuale di 250 miliardi di dollari, la trasparenza negli offset indiretti e non militari è vitale. L'abuso fatto in Wisconsin del segreto tra un'azienda americana militare e un Ministero della Difesa estero, in Europa andrebbe moltiplicato per 27, e se si includono gli accordi di cooperazione, si è in presenza non solo di cortine fumogene densissime, ma di vere e proprie isole di mercati segreti e protetti. Il rispetto dell'articolo 346 del Trattato di Lisbona è soprattutto nell'interesse della base industriale e tecnologica della difesa europea e degli offset diretti, visto che accade sempre più spesso quelli indiretti e civili siano numerosi e così appetibili solo perché godono di un'ingiustificata opacità.